# Werner Hans Schmidt
Werner Hans Schmidt (* 9. März 1944 in Ansbach) ist ein deutscher Grafiker und Briefmarkengestalter.
Er lebt und arbeitet in Frankfurt am Main. Die ersten, von ihm entworfenen Briefmarken waren die Briefmarken zur Einstimmung auf die Olympischen Sommerspiele 1972 aus dem Jahre 1969. Erst über 30 Jahre später, ab 1999, folgten weitere Briefmarkendesigns für die Deutsche Bundespost. Als seine wichtigste Briefmarke bisher sieht er die Briefmarke anlässlich des Todes von Papst Johannes Paul II. an.
Die Grundlinie seiner Kunst lautet nach eigenen Angaben: Gutes Design ist dezent. Es beschränkt sich auf das Wesentliche.